# Sabrina: Între lumină și întuneric
Chilling Adventures of Sabrina (Sabrina: Între lumină și întuneric) este un serial american de televiziune horror supranatural dezvoltat de Roberto Aguirre-Sacasa pentru Netflix, bazat pe seria de benzi desenate Archie cu același nume. Seria este produsă de Warner Bros. Television, în colaborare cu Berlanti Productions și Archie Comics. Aguirre-Sacasa și Greg Berlanti sunt producătorii executivi, alături de Sarah Schechter, Jon Goldwater și Lee Toland Krieger. 
Serialul este centrat pe personajul Archie Comics Sabrina Spellman, interpretat de Kiernan Shipka. În alte roluri apar Ross Lynch, Lucy Davis, Chance Perdomo, Michelle Gomez, Jaz Sinclair, Tati Gabrielle, Adeline Rudolph, Richard Coyle și Miranda Otto. Inițial, în curs de dezvoltare în septembrie 2017, la The CW, seria a fost destinată să fie o serie însoțitoare pentru Riverdale; cu toate acestea, în decembrie 2017, proiectul a fost mutat la Netflix cu o comandă pentru producerea și difuzarea a douăzeci de episoade. Filmările au avut loc la Vancouver, Columbia Britanică. 
Prima jumătate a primului sezon, formată din zece episoade, a fost lansată pe 26 octombrie 2018. Serialul a primit recenzii pozitive, critici lăudând performanțele lui Shipka, precum și premisa, efectele vizuale și regia. Un episod special de Crăciun a fost lansat pe 14 decembrie 2018, iar a doua jumătate a primului sezon a fost lansată pe 5 aprilie 2019. În decembrie 2018, Netflix a reînnoit seria pentru un al doilea sezon format din 16 episoade, împărțite în două părți egale, primul dintre acestea fiind lansat pe 24 ianuarie 2020.

## Episoade
| Partea | Partea | Episoade | Episoade          | Premiera TV       | Premiera TV |
| ------ | ------ | -------- | ----------------- | ----------------- | ----------- |
|        | 1      | 11       | 10                | 26 octombrie 2018 |             |
| 1      | 1      | 11       | 14 decembrie 2018 |                   |             |
|        | 2      | 9        | 9                 | 5 aprilie 2019    |             |
|        | 3      | 8        | 8                 | 24 ianuarie 2020  |             |
|        | 4      | 8        | 8                 | TBA               |             |

### Partea 1 (2018)
| Nr. în serial | No. in part | Titlu                                          | Regizat de             | Scris de                                | Data lansării     |
| ------------- | ----------- | ---------------------------------------------- | ---------------------- | --------------------------------------- | ----------------- |
| 1             | 1           | „Chapter One: October Country”                 | Lee Toland Krieger     | Roberto Aguirre-Sacasa                  | 26 octombrie 2018 |
| 2             | 2           | „Chapter Two: The Dark Baptism”                | Lee Toland Krieger     | Roberto Aguirre-Sacasa                  | 26 octombrie 2018 |
| 3             | 3           | „Chapter Three: The Trial of Sabrina Spellman” | Rob Seidenglanz        | Ross Maxwell                            | 26 octombrie 2018 |
| 4             | 4           | „Chapter Four: Witch Academy”                  | Rob Seidenglanz        | Donna Thorland                          | 26 octombrie 2018 |
| 5             | 5           | „Chapter Five: Dreams in a Witch House”        | Maggie Kiley           | Matthew Barry                           | 26 octombrie 2018 |
| 6             | 6           | „Chapter Six: An Exorcism in Greendale”        | Rachel Talalay         | Joshua Conkel & MJ Kaufman              | 26 octombrie 2018 |
| 7             | 7           | „Chapter Seven: Feast of Feasts”               | Viet Nguyen            | Oanh Ly                                 | 26 octombrie 2018 |
| 8             | 8           | „Chapter Eight: The Burial”                    | Maggie Kiley           | Lindsay Calhoon & Christianne Hedtke    | 26 octombrie 2018 |
| 9             | 9           | „Chapter Nine: The Returned Man”               | Craig William Macneill | Axelle Carolyn & Christina Ham          | 26 octombrie 2018 |
| 10            | 10          | „Chapter Ten: The Witching Hour”               | Rob Seidenglanz        | Roberto Aguirre-Sacasa & Ross Maxwell   | 26 octombrie 2018 |
| 11            | 11          | „Chapter Eleven: A Midwinter's Tale”           | Jeff Woolnough         | Roberto Aguirre-Sacasa & Donna Thorland | 14 decembrie 2018 |

### Partea 2 (2019)
| Nr. în serial | No. in part | Titlu                                                | Regizat de                 | Scris de                                   | Data lansării  |
| ------------- | ----------- | ---------------------------------------------------- | -------------------------- | ------------------------------------------ | -------------- |
| 12            | 1           | „Chapter Twelve: The Epiphany”                       | Kevin Sullivan             | Roberto Aguirre-Sacasa                     | 5 aprilie 2019 |
| 13            | 2           | „Chapter Thirteen: The Passion of Sabrina Spellman”  | Michael Goi                | MJ Kaufman & Christina Ham                 | 5 aprilie 2019 |
| 14            | 3           | „Chapter Fourteen: Lupercalia”                       | Salli Richardson-Whitfield | Oanh Ly                                    | 5 aprilie 2019 |
| 15            | 4           | „Chapter Fifteen: Doctor Cerberus's House of Horror” | Alex Garcia Lopez          | Ross Maxwell                               | 5 aprilie 2019 |
| 16            | 5           | „Chapter Sixteen: Blackwood”                         | Alex Pillai                | Matthew Barry                              | 5 aprilie 2019 |
| 17            | 6           | „Chapter Seventeen: The Missionaries”                | Rob Seidenglanz            | Donna Thorland                             | 5 aprilie 2019 |
| 18            | 7           | „Chapter Eighteen: The Miracles of Sabrina Spellman” | Antonio Negret             | Christianne Hedtke & Lindsay Calhoon Bring | 5 aprilie 2019 |
| 19            | 8           | „Chapter Nineteen: The Mandrake”                     | Kevin Sullivan             | Joshua Conkel                              | 5 aprilie 2019 |
| 20            | 9           | „Chapter Twenty: The Mephisto Waltz”                 | Rob Seidenglanz            | Roberto Aguirre-Sacasa                     | 5 aprilie 2019 |

### Partea 3 (2020)
| Nr. în serial | No. in part | Titlu                                      | Regizat de             | Scris de                             | Data lansării    |
| ------------- | ----------- | ------------------------------------------ | ---------------------- | ------------------------------------ | ---------------- |
| 21            | 1           | „Chapter Twenty-One: The Hellbound Heart”  | Rob Seidenglanz        | Roberto Aguirre-Sacasa               | 24 ianuarie 2020 |
| 22            | 2           | „Chapter Twenty-Two: Drag Me to Hell”      | Alex Pillai            | Ross Maxwell                         | 24 ianuarie 2020 |
| 23            | 3           | „Chapter Twenty-Three: Heavy Is the Crown” | Rob Seidenglanz        | Oanh Ly                              | 24 ianuarie 2020 |
| 24            | 4           | „Chapter Twenty-Four: The Hare Moon”       | Viet Nguyen            | Donna Thorland                       | 24 ianuarie 2020 |
| 25            | 5           | „Chapter Twenty-Five: The Devil Within”    | Roxanne Benjamin       | Matthew Barry                        | 24 ianuarie 2020 |
| 26            | 6           | „Chapter Twenty-Six: All of Them Witches”  | Michael Goi            | Joshua Conkel                        | 24 ianuarie 2020 |
| 27            | 7           | „Chapter Twenty-Seven: The Judas Kiss”     | Craig William Macneill | Lindsay Calhoon Bring                | 24 ianuarie 2020 |
| 28            | 8           | „Chapter Twenty-Eight: Sabrina Is Legend”  | Rob Seidenglanz        | Roberto Aguirre-Sacasa & Daniel King | 24 ianuarie 2020 |

### Partea 4
| Nr. în serial | No. in part | Titlu                                    | Regizat de | Scris de                            | Data lansării |
| ------------- | ----------- | ---------------------------------------- | ---------- | ----------------------------------- | ------------- |
| 29            | 1           | „Chapter Twenty-Nine: The Eldritch Dark” |            | Roberto Aguirre-Sacasa & Gigi Swift |               |
| 30            | 2           | „Chapter Thirty: The Uninvited”          |            | Katie Avery                         |               |
| 31            | 3           | „Chapter Thirty-One: The Weird One”      |            | Jenina Kibuka                       |               |

## Premisă
Sabrina Spellman trebuie să-și împace natura dublă, jumătate vrăjitoare, jumătate muritoare, în timp ce luptă împotriva forțelor malefice care o amenință pe ea, pe familia ei și lumina lumii unde locuiesc oamenii. 